# Вздружное
Вздружное — село в Навлинском районе Брянской области в составе Алешинского сельского поселения.

## География
Находится в восточной части Брянской области на расстоянии приблизительно 31 км на запад-юго-запад по прямой от районного центра поселка Навля на левобережье реки Десна.

## История
Упоминалось с 1700-х годов как деревня Вздружная. С 1741 года владение Апраксиных. Покровская церковь упоминалась с 1736 года (деревянная, не сохранилась). В середине XX века работал колхоз «Красная поляна» и лесничество. В годы Великой Отечественной войны действовал партизанский аэродром. В 1866 году здесь (село Трубчевского уезда Орловской губернии) учтено было 68 дворов .

## Население
Численность населения: 506 человек (1866 год), 415 (русские 98 %) в 2002 году, 324 в 2010.